# Menhir von Burgstaden
Der Menhir von Burgstaden (auch Mägdewürger oder Mädchenwürger genannt) war ein vorgeschichtlicher, wahrscheinlich neolithischer Menhir bei Burgstaden, einem Ortsteil von Bad Lauchstädt im Saalekreis, Sachsen-Anhalt.

## Lage
Der Menhir befand sich etwa 2 km südlich von Burgstaden auf der rechten Seite eines Feldwegs in Richtung der nach Merseburg führenden Alten Heerstraße.

## Beschreibung
Der Menhir bestand aus Braunkohlenquarzit und hatte eine Höhe von 0,85 m, eine Breite von 1,25 m am Fuß bzw. 0,65 m am oberen Ende und eine Dicke zwischen 0,3 m und 0,35 m. Er war plattenförmig und stand leicht geneigt. Waldtraut Schrickel und Hans-Jürgen Beier führten den Menhir 1957 bzw. 1991 noch als erhalten, im Denkmalverzeichnis des Landes Sachsen-Anhalt von 2016 wird er hingegen als ausgegangen geführt.
Funde aus der Umgebung des Menhirs stammen von der Schnurkeramischen Kultur, aus der Vollbronzezeit und dem slawischen Frühmittelalter.

## Der Menhir in regionalen Sagen
Nach einer Sage setzte sich einst eine Magd auf den Stein, um auszuruhen. Sie hatte einen Tragkorb mit Grünfutter auf den Schultern. Als sie die Tragbänder löste, glitt der Korb vom Stein herab; die Bänder schlangen sich um ihren Hals und erwürgten sie.